# Габа, Закимба
Закимба Габа (порт. Zacimba Gaba) — ангольская рабыня, принцесса из региона Кабинда Королевства Конго, которую в 1690 году обратили в рабство и увезли в Бразилию, после чего возглавила восстание и борьбу против рабовладельцев.

## Биография
Закимба родилась в XVII веке.
В 1690 году была похищена и насильно отправлена в Порту-да-Альдейя в Сан-Матеус, на севере Бразильского капитанства Эспириту-Санту. По прибытии туда она была продана в рабство. Её пытали и насиловали до тех пор, пока она не выяснила, что она была королевской семьей на своей родине. Она запретила своим порабощённым помогать в её освобождение, пока она не сможет отравить хозяев. В течение многих лет она медленно отравляла владельца плантации, на которой работала, после чего освободила других рабов и сбежала.
После бегства она основала своё поселение в том месте, где сейчас находится муниципалитет Консейсан-да-Барра.
Провела остаток жизни, ведя армии в порт близ района Сан-Матеуса и сражаясь за уничтожение рабовладельческих кораблей, чтобы освободить насильно порабощённых людей, недавно прибывших из Африки.

## Наследие
Бразильская писательница Джарид Арраеш отмечает проведение ночных рейдов по освобождению рабов с невольничьих кораблей, подчеркивая значимость ангольской принцессы для современной борьбы с расизмом и женоненавистничеством.